# Anja Hammerseng-Edin
Anja Marie Hammerseng-Edin (* 5. Februar 1983 in Porsgrunn; geborene Anja Marie Edin) ist eine ehemalige norwegische Handballspielerin. Sie spielte zuletzt bei Larvik HK in der norwegischen Eliteserien und in der norwegischen Handballnationalmannschaft.

## Karriere
Hammerseng-Edin spielte anfangs Handball bei Stridsklev und Herøya. In der Saison 2001/02 war die Rückraumspielerin für Gjerpen IF aktiv. Nachdem sie anschließend zwei Jahre für Sola HK aktiv gewesen war, kehrte sie wieder nach Gjerpen zurück. Ab 2008 warf sie ihre Tore für Storhamar Håndball. In Storhamar trainierte sie zusätzlich eine Jugendmannschaft. Ab dem Sommer 2012 lief Hammerseng-Edin für Larvik HK auf, mit dem sie 2013, 2014, 2015, 2016 und 2017 die Meisterschaft gewann. Nach der Saison 2016/17 beendete sie ihre Karriere.
Für die norwegische Auswahl bestritt Hammerseng-Edin 59 Partien, in denen sie 143 Tore erzielte. Mit dem norwegischen Team belegte die Rechtshänderin bei der Weltmeisterschaft 2009 in der Volksrepublik China den 3. Platz. Nachdem sie ab September 2010 kein einziges Länderspiel mehr bestritten hatte, wurde sie am 6. November 2012 von Þórir Hergeirsson für die Europameisterschaft 2012 in Serbien nominiert. Sie wurde anschließend zur wertvollste Spielerin des Turniers gekürt und gewann mit Norwegen die Vizeeuropameisterschaft. Die Norwegerin nahm weiterhin an der Weltmeisterschaft 2013 teil.

## Privates
Sie lebt seit 2010 offen mit ihrer norwegischen Mannschaftskameradin Gro Hammerseng-Edin in einer Beziehung. Im August 2013 heiratete das Paar.